# La Prise du pouvoir par Philippe Pétain
Pour plus de détails, voir Fiche technique et Distribution.
La Prise de pouvoir par Philippe Pétain est un documentaire français réalisé par Jean Chérasse, sorti en 1980.
Synopsis :
Rappel des événements qui, à partir de 1914, ont favorisé l'accès de Philippe Pétain au pouvoir en France en 1940.

## Fiche technique
- Titre : La Prise du pouvoir par Philippe Pétain
- Réalisation : Jean Chérasse
- Scénario : Jean Chérasse
- Photographie : Henri Czap et François Pailleux
- Son : Gérard Barra, Paul Habans et Dominique Hennequin
- Musique : Hubert Rostaing
- Montage : Cécile Decugis et Jill Reix
- Société de production : Ombre et Lumière
- Pays d'origine :  France
- Durée : 115 minutes
- Date de sortie : France - 20 février 1980

## Distribution
- Michel Delahaye : voix
- Guylaine Guidez : voix